# Chondria affinis
Chondria affinis is een keversoort uit de familie zwamkevers (Endomychidae). De wetenschappelijke naam van de soort werd in 1943 gepubliceerd door Gilbert John Arrow.